# Association francophone belge de golf
 (octobre 2021).
Si vous disposez d'ouvrages ou d'articles de référence ou si vous connaissez des sites web de qualité traitant du thème abordé ici, merci de compléter l'article en donnant les références utiles à sa vérifiabilité et en les liant à la section « Notes et références ».
Pour les articles homonymes, voir AFG.
L’Association francophone belge de golf (AFGolf) a pour but de travailler efficacement en osmose avec les clubs, les golfeurs, les futurs golfeurs et les instances concernées afin d’amener le golf à un plus haut niveau en région wallonne et dans la capitale. Les différentes actions se situent tant au niveau de la progression du sport régional, afin de propulser les joueurs prometteurs au devant de la scène, qu’à celui du développement du nombre de golfeurs. Son pendant néerlandophone est la G.V. (Golf Vlaanderen).

## Forme juridique
L'AFG est constituée en association sans but lucratif. Ses membres sont les clubs de golf de la Région bruxelloise et de la Région wallonne. L'AFG travaille en collaboration avec la Communauté française de Belgique.
Siège social
Désormais, le siège social et ses services administratifs seront tous deux situés à Bruxelles, Boulevard Louis Schmidt 87/6, dans le bâtiment occupé aussi par la Fédération Royale Belge de Golf.

## Histoire
À la suite de la régionalisation des matières relevant de la culture, de l'éducation et du sport en Belgique, le golf a suivi également cette logique. Ainsi, en 2001, se sont créées l'AFG et la VVG, Vlaamse Vereniging voor Golf, fédérées à la Fédération Royale Belge de Golf. Chaque club du pays est affilié soit à l'AFG, soit à la VVG.

### Présidents
- 2001-2005 : Jean Claude Bladt
- 2005-2013 : Jean Baugniet
- 2013-2017 : Marie-Paule Thirifay [6]
- 2017-.... : Philippe Delhaye [7]

## Activités

### Golf à l'école
Permettre aux élèves de découvrir une nouvelle activité et ainsi modifier les représentations de ce sport ne peut que les aider à se construire une véritable culture sportive et les préparer à leur vie physique et sportive d’adulte.
Parce qu’il s’agit d’une activité riche par la pratique de gestes moteurs spécifiques par l’apprentissage du respect de soi, des autres et de l’environnement, le Golf a plus que jamais sa place dans le programme scolaire, et notamment au cours d’éducation physique.
Face à l’essor du Golf, en Belgique, comme à l’étranger, et à son accès devenu beaucoup plus facile, notamment pour les enfants, L’Association Francophone Belge de Golf lance l’opération « Le Golf à l’École, Un jeu d’Enfant »
Au début de chaque rentrée des classes, en partenariat avec ses Clubs, l’AFG invite les élèves de 5ème année primaire des écoles de la communauté française proches de ses clubs à découvrir ce sport en deux temps distincts.
Dans un premier, c’est une équipe dynamique d’initiateurs qui se déplace dans les infrastructures scolaires, et qui à l’aide d’un matériel didactique et pédagogique adapté, enseigne les bases de ce sport durant 3 heures

### Lutte contre le dopage
La lutte contre le dopage est inscrite dans les statuts de l'AFG à l'article 28: "L’Association proscrit aux joueurs et stagiaires (adultes et juniors) de ses membres effectifs ainsi que de ses membres adhérents l’usage de substances interdites ou de moyen de dopage tels que repris par l’Agence Mondiale Antidopage (AMA) et la réglementation  applicable en Communauté française."

### Le golf et la protection de l'environnement
Depuis 2009, l'AFG et tous ses clubs affiliés sont membres de Natagora, une association qui vise à sensibiliser à la protection de l'environnement et de la biodiversité.

## Clubs affiliés
Les clubs affiliés à l'AFG sont les membres de l'ASBL AFG.

### Bruxelles
- Royal Amicale Anderlecht Golf Club, à Anderlecht (Bruxelles)
- Brussels Droh!me Golf Club, à Watermael-Boitsfort (Bruxelles)

### Brabant Wallon
- Golf du Château de la Bawette, à Wavre
- Golf du Bercuit, à Grez-Doiceau
- Golf La Bruyère, à Sart-Dames-Avelines (Villers-la-ville)
- L'Empereur, Golf and Country Club, à Ways (Genappe)
- Golf Club d'Hulencourt, à Vieux-Genappe
- Golf de Louvain-la-Neuve à Louvain-la-Neuve
- Golf de Rigenée, à Villers-la-ville
- Golf Club de Sept Fontaines, à Braine-l'Alleud
- Golf Château de la Tournette, à Nivelles
- Royal Waterloo Golf Club, à Lasne

### Province de Hainaut
- Golf Club Enghien, à Enghien www.golfclubenghien.com
- Royal Golf Club du Hainaut, à Erbisœul
- Mont Garni Golf Club, à Baudour
- Golf de Pierpont, à Les Bons Villers (Frasnes-lez-Gosselies)
- Ragnies Golf Club, à Ragnies
- Golf Club des Lacs, à Froidchapelle

### Province de Namur
- Golf Club d'Andenne, à Andenne
- Royal Golf du Château Royal d'Ardenne, à Houyet
- Golf Club de Bertransart, à Nalinnes
- Golf de Falnuée, à Mazy
- Five Nations Golf Club, à Méan
- Florennes Avia Golf Club, Base aérienne de Florennes
- Golf de Rougemont, à Profondeville

### Province de Liège
- Avernas Golf Club, à Avernas le Bauduin (Hannut)
- Golf Club de Liège - Bernalmont, à Liège
- Royal Golf Club des Fagnes, à Spa
- Golf de Liège-Gomzé, à Gomzé-Andoumont
- Golf du Haras, à Pepinster
- Golf & Business Club Henri-Chapelle, à Henri-Chapelle
- Golf Club de Mergelhof, à Gemmenich
- Naxhelet Golf Club, à Wanze
- Royal Golf Club du Sart-Tilman, à Angleur (Liège)

### Province de Luxembourg
- Golf Blue Green Durbuy, à Barvaux-sur-Ourthe
- Golf de Virton, à Virton

### Clubs sans terrain
- ATGolf Wallonie, à Lasne
- Belgian Press Golf Club (BPGC), à Bruxelles
- Club de Golf de l'Union Européenne, à Bruxelles
- International Golf Club, à Bruxelles
- MUGS (anciennement Monsanto Europe Golf Society), à Limal

## Statistiques
- 38 clubs affiliés
- 25.164 joueurs affiliés
- Nombre moyen de joueurs par club: 662
- 219 journées AFG sur le terrain
- 24 jeunes espoirs sportifs dans les groupes AFG